# Tove Jansson
Tove Marika Jansson (Helsinki, 1914. augusztus 9. – Helsinki, 2001. június 27.) finnországi svéd író, festő, illusztrátor, képregényszerző, a gyermekeknek írt Múmin-könyvek szerzője.

## Élete

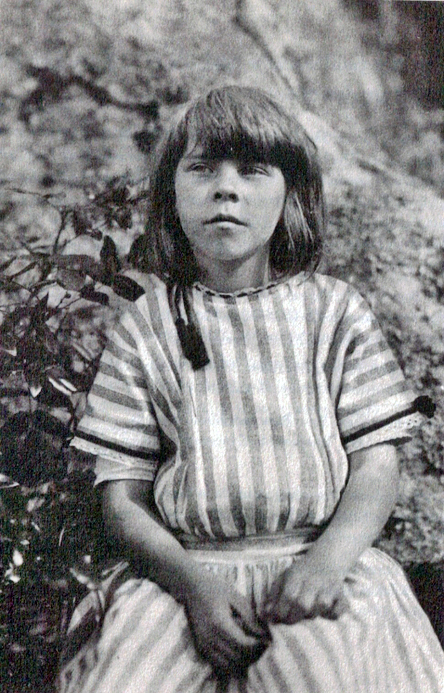
Tove Jansson 1923-ban

Helsinkiben, az Orosz Birodalomhoz tartozó Finn Nagyhercegségben született. A finnországi svéd kisebbséghez tartozó családja művészekből állt: apja, Viktor Jansson szobrász, anyja, Signe Hammarsten-Jansson pedig grafikus és illusztrátor volt. Tove testvérei szintén művészi pályát választottak: Per Olov Jansson fotográfus, Lars Jansson pedig író és képregényszerző lett. A nyarakat egy Porvoo melletti szigeten, egy bérelt házikóban töltötték.
Tizennégy éves korában írta és illusztrálta első képeskönyvét Sara och Pelle och näckens bläckfiskar címen,) de ez majd csak 1933-ban jelent meg. Az 1920-as években rajzai jelentek meg különböző magazinokban. 1930 és 1933 között a stockholmi Képzőművészeti, Iparművészeti és Design Kollégiumban, 1933 és 1937 között a Finn Képzőművészeti Akadémián, végül 1938-ban a párizsi L'École d'Adrien Holy-nn és L'École des Beaux-Arts-on tanult. Az 1930-as és 1940-es években művei több kiállításon szerepeltek; az első önálló kiállítására 1943-ban került sor.
Az 1930-as években több utazást tett Európában; elbeszéléseket írt és illusztrált, amelyek magazinokban, időszaki kiadványokban és napilapokban jelentek meg. Ebben az időszakban Jansson számos könyvborítót, reklámot és képeslapot tervezett, és anyja nyomába lépve illusztrációkat rajzolt az antifasiszta, szatirikus Garm című magazinba.
Az 1940-es években rövid ideig Atos Wirtanen jegyese volt, de utóbb tanulmányai során találkozott későbbi élettársával, Tuulikki Pietilä grafikusnővel. A két nő számos munkán és projekten dolgozott együtt, köztük a Múminház modelljén, Pentti Eistolával együtt. A modell jelenleg a tamperei Múmin Múzeumban található.
1945-ben írta és illusztrálta első Múmin-könyvét, Småtrollen och den stora översvämningen (A múminok és a nagy árvíz). Utóbb azt nyilatkozta, hogy depressziós volt, ezért valami naiv és ártatlant akart írni. Az első könyv nem keltett feltűnést, de a következők, a Kometen kommer (1946, magyarul Múminbocs és az üstökös) és a Trollkarlens hatt (1948, magyarul Varázskalap a Múminvölgyben) híressé tették. Később további hat Múmin-könyvet írt, valamint több képeskönyvet és képsorozatot alkotott. Hírneve gyorsan terjedt, és a külföldön legolvasottabb finnországi szerzővé vált. A gyermekirodalomban alkotott maradandó műveiért 1966-ban elnyerte a nemzetközi Hans Christian Andersen Díjat.
Janson hátralevő életében folytatta a festést és írást, de 1970 után már ritkán működött közre a Múmin-sorozatban. Első nem gyermekirodalmi munkája, a részben önéletrajzi jellegű Bildhuggarens dotter (Sculptor's Daughter) 1968-ban jelent meg. Ezt követően további öt regényt írt és öt elbeszéléskötetet. Noha Helsinkiben volt műterme, nyaranta egy Porvoo melletti szigeten lakott. Jansson és Pietilä utazásait és nyarait több órányi film örökíti meg, amelyeket Pietilä vett fel. Ezek alapján több dokumentumfilm készült, legutóbb a Haru, yksinäinen saari (1998) és Tove ja Tooti Euroopassa (2004).
86 éves korában, 2001. június 27-én hunyt el; sírja a helsinki Hietaniemi temetőben található.

## Munkássága

### Képsorozatok
Az 1930-as évektől 1953-ig Tove Jansson a svéd nyelvű Garm szatirikus lapnak dolgozott. Egyik rajza nemzetközi hírnevet szerzett: Adolf Hitlert ábrázolta síró pelenkás csecsemőként, akit Neville Chamberlain és más európai vezetők vettek körül, és úgy próbálták lecsillapítani, hogy süteménydarabokat adtak neki – Ausztriát, Lengyelországot, Csehszlovákiát. Ugyanebben az időszakban Jansson a Julen és Lucifer című karácsonyi magazinoknak, és kisebb lapoknak is dolgozott. Első képsorozatai a Lunkentus, Vårbrodd és Allas Krönika számára készültek.
A Múmintroll először Jansson politikai karikatúráiban jelent meg, a művész aláírása mellett. Ez az "ős-Múmin" sovány és csúnya volt, hosszú orral és ördögi farokkal. Jansson elmondása szerint fiatalkorában tervezte a Múminokat, miután egyik fivérével szemben alultmaradt egy politikai vitában Immanuel Kantot illetően, lerajzolta "az elképzelhető legcsúnyább teremtést" a nyaralójuk falára, és "Kant" felirattal látta el. A Múmin később meghízott, és kellemesebb külsejű lett, de az első Múminkönyvben (Småtrollen och den stora översvämningen), még az Immanuel-Kant-Múmin vehető észre. A "Múmin" név Tove Jansson nagybátyjától, Einar Hammarstentől származik: amikor Jansson Stockholmban tanult, és rokonainál lakott, a nagybátyja azzal a próbálta megakadályozni, hogy ennivaló után kutasson, hogy azt mondta neki, a konyhaszekrényben egy "Múmintroll" lakik, és hideget fúj az emberek nyakába.
1952-ben, miután két Múmin-könyv megjelent angolul is (Comet in Moominland és Finn Family Moomintroll), egy brit kiadó megkérdezte Tove Janssont, hogy rajzolna-e képsorozatokat a Múminokról. Jansson már korábban rajzolt egy hosszú Múmin-sorozatot Mumintrollet och jordens undergång címen a Ny Tid című újságnak, és elfogadta az ajánlatot. A Moomintroll képsorozat 1954-ben indult a londoni Evening News-ban. 1954 és 1959 között 21 hosszú Múmin-sorozatot rajzolt, amelyeket eleinte saját maga írt, később fivérével, Lars Janssonnal közösen. Tove Jansson visszamondta a megbízást, mert a napi rajzolói munka mellett nem maradt ideje könyveket írni és festeni, de Lars átvette a képsorozatot és 1975-ig folytatta.
A sorozatot könyv formájában is megjelentették svéd nyelven. Az első hat könyvet angolul is kiadták.

### Írásművek
Jansson elsősorban a Múmin-könyvek szerzőjeként ismert. A Múminok egy trollcsalád, akik fehérek, kerekdedek és kissé vízilóhoz hasonlítanak.
Az első Múmin-könyv (Småtrollen och den stora översvämningen) 1945-ben jelent meg. Fő szereplői Múminmama és Múmintroll; mivel a későbbi történetek főhősei csak a következő könyvtől kezdve lépnek fel, ezt a könyvet gyakran a fő sorozat előfutárának tekintik. A könyv nem volt sikeres, de a következő kettő (Kometjakten, 1946 és Trollkarlens hatt, 1948) már némi hírnevet szerzett Janssonnak.
Idővel a Múmin-könyvek stílusa változott. Az első könyvek, a Trollvinter cíművel bezárólag (1957), kalandos történetek, árvizekkel, üstökösökkel és természetfeletti eseményekkel. A Småtrollen och den stora översvämningen-ban Múminmama és Múmintroll egy sötét és ijesztő erdőn repül át, ahol különböző veszélyek leselkednek rájuk. A Kometjakten,-ban egy üstökös majdnem elpusztítja Múminvölgyet (egyes kritikusok szerint ez utalás a nukleáris fegyverekre).). A Trollkarlens hatt kalandos cselekménye egy varázsló kalapjának a felfedezésével kezdődnek. A Muminpappans memoarer (1950), amely Múminpapa kalandos fiatalságát meséli el, a memoár műfajának paródiája. Végül a Farlig midsommar (1955) a színház világából űz tréfát: a Múminok felfedeznek egy üres színházat, és előadják Múminpapa hexaméterekben írt melodrámáját.
A Trollvinter a sorozat fordulópontját jelenti. A könyv – természetesen a Múmin-univerzumon belül – sokkal realisztikusabb, és a szereplők pszichológiailag összetettebbé válnak. A könyv főhőse Múmintroll, aki felébred tél közepén (a Múminok novembertől áprilisig téli álmot alszanak), és szembe kell néznie a különös és barátságtalan világgal. A Det osynliga barnet och andra berättelser elbeszélésgyűjtemény (1962) és a Pappan och havet (1965) és Sent i november (1970) című regények komoly hangvétele már távolabb áll a könnyedségétől és bájos humorától.
A Sent i november után Tove Jansson nem írt több Múmin-könyvet, hanem felnőttek számára kezdett írni.

### Festmények és illusztrációk

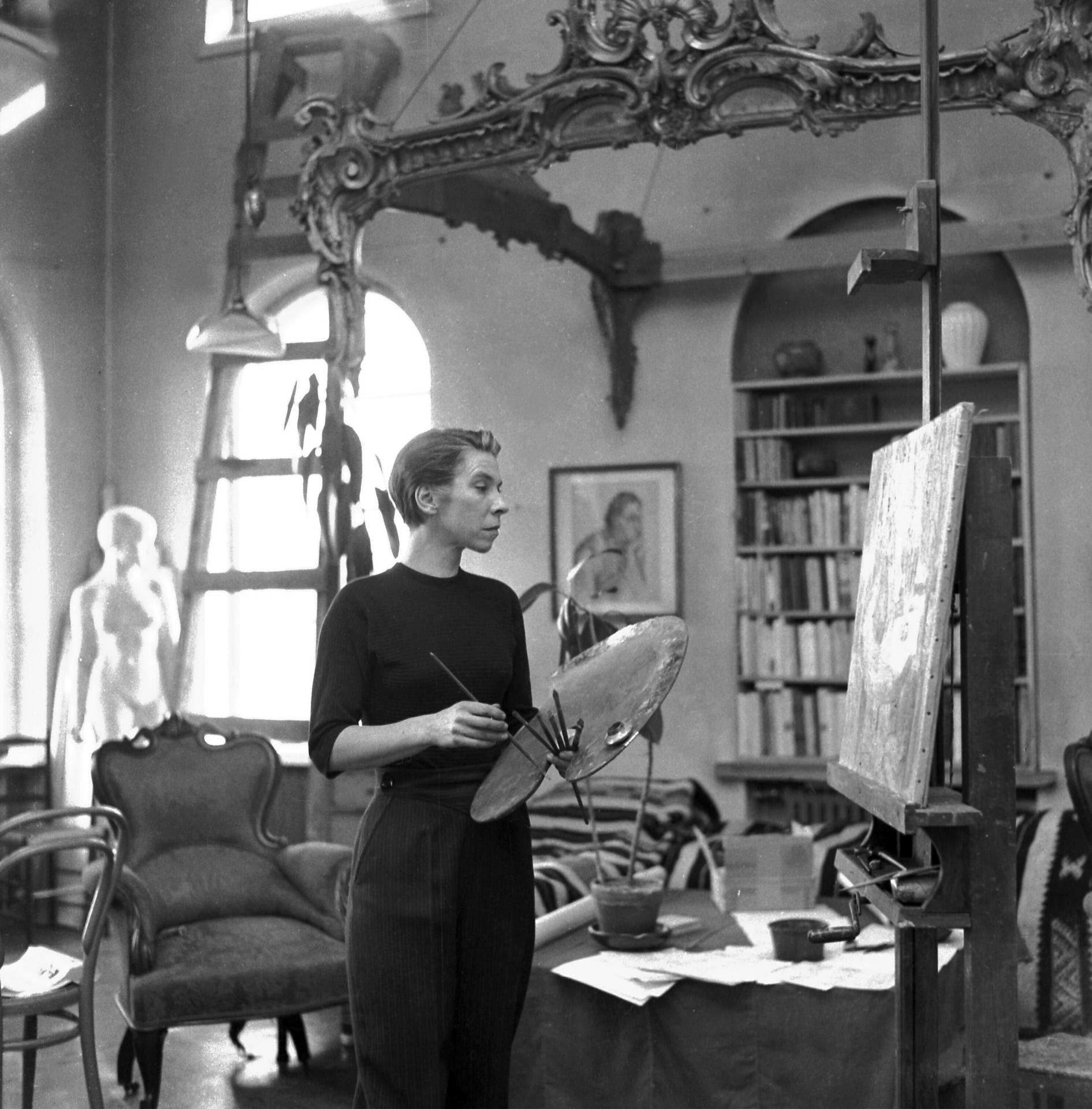
Tove Jansson, 1956

Noha elsősorban íróként vált ismertté, maga Jansson egyformán fontosnak tartotta írói és festői munkáját. Egész életében festett, stílusa a fiatalkori impresszionizmustól egészen a késői korszakának messzemenően absztrakt modernizmusáig. Az 1930-as években és az 1940-es évek elején művei több csoportos kiállításon szerepeltek; első önálló kiállítására 1943-ban került sor. Az általában kedvező kritikák ellenére Jansson a kritikák hatására finomított stílusán, így az 1955-ös kiállításán szereplő festmények már kevésbé tűntek zsúfoltnak. 1960 és 1970 között további öt egyéni kiállítása volt.
Jansson megbízásokra is festett, amelyek részben az eredeti helyszíneken láthatóak:
- A Stromberg gyár étkezdéje, Pitäjänmäki, Helsinki (1945)[18]
- Az Auróra Gyermekkórház, Helsinki[16]
- A helsinki városháza Kaupunginkellari étterme[16] – 1974-ben átkerült a helsinki Svéd Nyelvű Felnőttoktatási Központba, majd 2016-ban a Helsinki Képzőművészeti Múzeum állandó Jansson-kiállítására[26]
- A haminai Seurahuone szálloda[18]
- Az okos és balga szüzek(wd) példázata, oltárkép a teuvai templomban(1954)[18]
- Több, mesét ábrázoló falfestmény iskolákban és óvodákban, köztük a pori óvodát (1984)[18]

Saját Múmin-könyveinek illusztrálásának mellett Jansson több klasszikus svéd fordításához is készített illusztrációkat, így például J. R. R. Tolkien A hobbit és Lewis Carroll's The Hunting of the Snark illetve Alice Csodaországban című műveihez; egyeseket utóbb a finn fordításnál is felhasználtak. Szintén ő illusztrálta saját kései munkáját, a Sommarboken címűt (1972).

### Színház
Jansson Múmin-sorozatából több színpadi mű készült, köztük egyesek Jansson közreműködésével. A legkorábbi a Kometjakten színpadi változata volt, amelyet 1949-ben a turkui svéd színház adott elő.
Az 1950-es évek elején Janson Vivica Bandlerrel dolgozott együtt Múmin-témájú gyermekszíndarabokon. 1952-ben díszletet és jelmezt tervezett a Ahti Sonninen Pessi and Illusia című balettjéhez, amelyet a Finn Nemzeti Opera adott elő. 1958-ban Jansson még közelebb került a színházhoz a Lilla Teater Troll i kulisserna előadása kapcsán, amelyhez a szöveget Tove Jansson írta, a zenét Erna Tauro szerezte.

## Utóélete
Jansson könyveit 45 nyelvre fordították le. A finn irodalomból Kalevala és Mika Waltari könyvei után az ő műveit fordították le a legszélesebb körbe.
Naantali-ban 1993-ban nyílt meg a Múmin-témapark, a Muumimaailma. Tamperében 1987-2016. között a Művészeti Múzeumban (Taidemuseo) kapott helyet egy Múmin kiállítás, amely 2017-ben új helyre, a Tampere Talo-ba költözött, s ahol Múmin múzeum néven működik tovább.
Tove Jansson szerepel egy 2004-es kiadású finn euró-emlékérmen: az előoldalon Jansson portréja, a hátoldalon Múminok szerepelnek. Egy 2014-ben kiadott emlékérem-sorozatban a 10 és 20 eurós emlékérmen jelent meg; Urho Kekkonen volt köztársasági elnökön kívül Jansson volt az egyedüli, akinek két érmet is szenteltek. Szerepel a 2014. júniusban forgalomba hozott 2 eurós emlékérmen is.
1988 óta a Finn Posta több bélyegsorozatot bocsátott ki Múmin-motívumokkal. 2014-ben maga Jansson is szerepelt egy finn bélyegsorozaton.
2014-ben Helsinki városa egy katajanokkai parkot Tove Jansson parkjának nevezett el; a park közel van Jansson gyermekkori otthonához.
2014. márciusban nyílt meg az Ateneumban a születésének 100. évfordulójára szervezett nagyszabású kiállítás, amely Jansson festményeit, illusztrációit, politikai karikatúráit és a Múminokkal kapcsolatos munkásságát mutatta be. A kiállításnak hat hónap alatt közel 300 000 látogatója volt. Helsinki után a kiállítást öt japán múzeumban is bemutatták.
2012-ben a BBC egy órás dokumentumműsort közvetített Moominland Tales: The Life of Tove Jansson címmel.
Stockholmban és Helsinkiben Múmin témájú kávézók is nyíltak.

## Művei

### Múmin-könyvek

#### Regények
- Småtrollen och den stora översvämningen (1945),
- Kometjakten (1946; átdolgozott kiadás Kometen kommer, 1968); magyarul Muminbocs és az üstökös (ford. Vukovári Panna)
- Trollkarlens hatt (1948); magyarul Varázskalap a Múminvölgyben (ford. Harrach Ágnes) illetve A bűvös cilinder (ford. Vukovári Panna)
- Muminpappans bravader (1950, átdolgozott kiadás Muminpappans memoarer, 1968); magyarul Muminpapa hőstettei (ford. Vukovári Panna)
- Farlig midsommar (1954); magyarul Szentivánéji rémálom (ford. Vukovári Panna)
- Trollvinter (1957); magyarul Titokzatos tél a Mumin-völgyben (ford. Vukovári Panna)
- Pappan och havet (1965); magyarul Muminpapa és a tenger (ford. Vukovári Panna)
- Sent i November (1970); magyarul A Mumin-völgy novemberben (ford. Vukovári Panna)

#### Elbeszéléskötetek
- Det osynliga barnet och andra berättelser (1962); magyarul A láthatatlan lurkó (ford. Vukovári Panna)

#### Képeskönyvek
- Hur gick det sen? (1952)
- Vem ska trösta Knyttet? (1960)
- Den farliga resan (1977)
- Skurken i Muminhuset (1980)
- Visor från Mumindalen (1993)

#### Képsorozatok
- Mumin, 1–7 (1977–1981)[44]

### Egyéb könyvek

#### Regények
- Sommarboken (1972)
- Solstaden (1974)
- Den ärliga bedragaren (1982)
- Stenåkern (1984)
- Rent spel (1989)

#### Elbeszéléskötetek
- Bildhuggarens dotter (1968)
- Lyssnerskan (1971)
- Dockskåpet och andra berättelser (1978)
- Resa med lätt bagage (1987)
- Brev från Klara och andra berättelser (1991)
- Meddelande. Noveller i urval 1971–1997 (1998)

#### Más művek
- Sara och Pelle och näckens bläckfiskar (Vera Haij álnéven, 1933)
- Anteckningar från en ö (1993, önéletrajz Tuulikki Pietilä illusztrációival)

## Magyarul
- A láthatatlan kisgyerek; ford. Szakonyi Csilla, ill. a szerző; Móra, Bp., 1989
- Ninni; Tove Jansson nyomán; ford. Róna Annamária; Semic Interprint, Bp., 1993 (Múmin pici-ben)
- A kis sárkány; Tove Jansson nyomán; ford. Róna Annamária; Semic Interprint, Bp., 1993 (Múmin pici-ben)
- A varázskalap; Tove Jansson nyomán; ford. Róna Annamária; Semic Interprint, Bp., 1993 (Múmin pici-ben)
- Múminpapa megszökik; Tove Jansson nyomán; ford. Róna Annamária; Semic Interprint, Bp., 1993 (Múmin pici-ben)
- Váratlan látogatás; Tove Jansson nyomán; ford. Róna Annamária; Semic Interprint,Bp., 1993 (Múmin pici-ben)
- Varázskalap a Múminvölgyben; ford. Harrach Ágnes, ill. a szerző; Móra, Bp., 1994
- Muminbocs és az üstökös; ford. Vukovári Panna; Napkút, Bp., 2006
- Szentivánéji rémálom; ford. Vukovári Panna; Napkút, Bp., 2007
- Muminpapa hőstettei; ford. Vukovári Panna; Napkút, Bp., 2007
- A láthatatlan lurkó; ford. Vukovári Panna; Napkút, Bp., 2008
- Titokzatos tél a Mumin-völgyben; ford. Vukovári Panna; Napkút, Bp., 2008
- Muminpapa és a tenger; ford. Vukovári Panna; Napkút, Bp., 2009
- A bűvös cilinder [Varázskalap a Múminvölgyben]; ford. Vukovári Panna; Napkút, Bp., 2009
- A Mumin-völgy novemberben; ford. Vukovári Panna; Napkút, Bp., 2010
- Sami Malilaː Mumin szakácskönyv. Északi ízek; ill. Tove Jansson, ford. Kovács Ottilia; Cerkabella, Szentendre, 2015
- Jön az üstökös; ford. Péteri Vanda; Geopen, Budapest, 2018
- Múmin a Riviérán; ford. Nagy M. Boldizsár; Nimue, Sátoraljaújhely, 2021

## Díjai és kitüntetései
- Hans Christian Andersen-díj (aranyérem, 1966)[45]
- Állami Irodalmi Díj (1963, 1971 és 1982)[16]
- Mosolyrend (1975)
- Pro Finlandia Érem (1976)[16]
- Topelius-díj (1978)[45]
- Svéd Kulturális Alapítvány tiszteletbeli díja (1983)[46]
- Finn kulturális díj (1990)[46]
- Selma Lagerlöf-díj (1992)[46]
- Finn művészeti díj (1993)[46]
- Mercuri International pronssiomena (1994)[46]
- A Svéd Akadémia díja (1994)[47]
- tiszteletbeli professzori cím (1995)[45]
- Az Amerikai-Skandináv Alapítvány tiszteletbeli kulturális díja (1996)[46]
- SanomaWSOY Irodalmi Alapítvány díja (1999)[46]
- Le Prix de l'Office Chrétien du Livre[18]

## Fordítás
- Ez a szócikk részben vagy egészben  a   Tove Jansson című angol Wikipédia-szócikk ezen változatának fordításán alapul.  Az eredeti cikk szerkesztőit annak laptörténete sorolja fel. Ez a jelzés csupán a megfogalmazás eredetét és a szerzői jogokat jelzi, nem szolgál a cikkben szereplő információk forrásmegjelöléseként.